# Rectisura sepigia
Rectisura sepigia là một loài chân đều trong họ Munnopsidae. Loài này được George & Menzies miêu tả khoa học năm 1968.